# الكتاب الأسود
1. August Zaleski
2. لوتسيان جليغوفسكي
3. Frederick Everard Zeuner
4. Sir Alfred Eckhard Zimmern
5. كارل تسوكماير
6. Leonie Zuntz
7. شتيفان تسفايغ

كانت Sonderfahndungsliste GB («قائمة البحث الخاصة لبريطانيا العظمى») قائمة سرية للمقيمين البريطانيين البارزين الذين سيتم اعتقالهم، وقد أعدتها القوات الخاصة عام 1940 كجزء من التحضير للغزو المقترح لبريطانيا الذي أطلق عليه اسم Unternehmen Seelöwe (عملية أسد البحر). بعد الحرب، أصبحت القائمة تعرف باسم الكتاب الأسود.
تم إعداد المعلومات من قبل مكتب الأمن الرئيسي الرايخ (RSHA) تحت راينهارد هيدريش. في وقت لاحق، ادعى إس إس-أوبرفورر والتر شلينبرج في مذكراته أنه قام بتجميع القائمة،  بدءًا من نهاية يونيو 1940. احتوت على 2820 اسمًا لأشخاص، بمن فيهم مواطنون بريطانيون ومنفيون أوروبيون، تم القبض عليهم على الفور من قبل إس إسأينزاتسغروبن عند غزو واحتلال وضم بريطانيا العظمى إلى الرايخ الثالث. تشير الاختصارات بعد كل اسم إلى ما إذا كان الشخص سيتم احتجازه من قبل RSHA Amt IV ( الجستابو ) أو Amt VI ( Ausland-SD، الاستخبارات الأجنبية).
تم طباعة القائمة كملحق أو ملحق لكتيب Informheft GB السري، الذي ادعى Schellenberg أيضًا أنه كتبه. أشار هذا الكتيب إلى فرص النهب، وسمي المؤسسات المناهضة للنازية التي قد تكون خطيرة بما في ذلك المحافل الماسونية، وكنيسة إنجلترا. في 17 سبتمبر 1940، تم تعيين إس إس-بريغيجاديه فوهرر دكتور فرانز سيكس في منصب في لندن حيث سينفذ اعتقالات وإجراءات ما بعد الغزو ضد المؤسسات، ولكن في نفس اليوم، أجل هتلر الغزو إلى أجل غير مسمى.  في سبتمبر 1945، في نهاية الحرب، تم اكتشاف القائمة في برلين. تضمنت التقارير ردود فعل بعض الأشخاص المذكورين. 

## خلفية

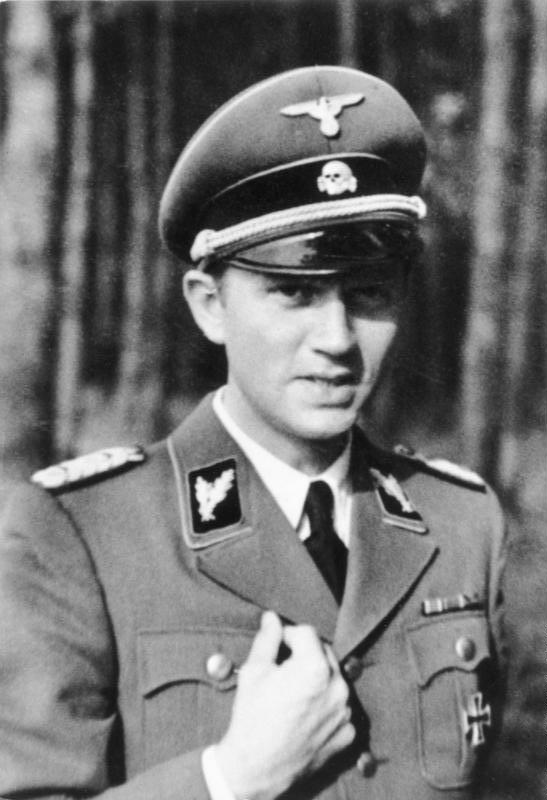
قال والتر شلينبرج أنه قام بتجميع الكتاب الأسود

كانت القائمة مشابهة للقوائم السابقة التي أعدتها SS،  مثل كتاب الادعاء الخاص -بولندا (بالألمانية: Sonderfahndungsbuch Polen)‏ أعدت قبل الحرب العالمية الثانية من قبل أعضاء الطابور الخامس الألماني بالتعاون مع المخابرات الألمانية، وهدفت لاستهداف 61000 شخص بولندي في هذه القائمة أثناء عملية تانينبيرج والقضاء على المثقفين في بولندا المحتلة بين عامي 1939 و1941.
أدت الانتصارات الألمانية السريعة بسرعة إلى سقوط فرنسا وكان لا بد من انسحاب القوات البريطانية خلال إخلاء دونكيرك، مع وصول الحربة النازية إلى الساحل في 21 مايو 1940. عندها أثيرت إمكانية غزو بريطانيا، و لم تصدر القيادة العليا الألمانية أي أوامر للتحضير حتى 2 يوليو. في النهاية، في 16 يوليو، أصدر هتلر توجيهه رقم 16 يأمر التحضير للغزو، الذي يحمل الاسم الرمزي عملية أسد البحر. 